# Thermoscelis
Thermoscelis is een geslacht van kevers uit de familie van de loopkevers (Carabidae). De wetenschappelijke naam van het geslacht is voor het eerst geldig gepubliceerd in 1873 door Putzeys.

## Soorten
Het geslacht Thermoscelis is monotypisch en omvat slechts de volgende soort:
- Thermoscelis insignis Chaudoir, 1846